# Boobs and Bricks
Boobs and Bricks è un cortometraggio muto del 1913 diretto da Allan Dwan. Il film aveva tra gli interpreti J. Warren Kerrigan e Jessalyn Van Trump.

## Trama
Un'affascinante suonatrice di tamburo strega tutti i contadinotti che cadono innamorati di lei. Lei se ne approfitta per prendere del denaro in prestito. Quando si tratta di scegliere uno sposo, la bella del villaggio respinge tutti i suoi ammiratori per sposarne un altro.

## Produzione
Il film fu prodotto dall'American Film Manufacturing Company come Flying A.

## Distribuzione
Distribuito dalla Mutual Film, il film - un cortometraggio in una bobina - uscì nelle sale cinematografiche USA il 21 aprile 1913.